# والاگدارا
والاگدارا (به لاتین: Walagedara) یک منطقهٔ مسکونی در سری‌لانکا است که در استان مرکزی (سری‌لانکا) واقع شده‌است.